# Caatingasparv
Caatingasparv (Arremon franciscanus) är en fågel i familjen amerikanska sparvar inom ordningen tättingar.

## Utseende och läten
Caatingasparven är en 15 cm lång sparv med fjäderdräkten färgad i svart, vitt och olivgrönt. Huvudet är svart med grått centralt hjässband och ett långt, vitt ögonbrynsstreck. Nacken är gråaktig, resten av ovansidan inklusive stjärten olivgrön. Undersidan är vitaktig, på buksidorna med gråaktig anstrykning. På bröstsidan nära skuldran syns en tydlig svart fläck. Näbben är gulaktig med svart kulmen. Fågeln liknar svartfläckad sparv, men denna har mer svart på bröstet, mörkare grått på buksidorna och gult endast på den undre näbbhalvan. Halsbandssparven har ett fullständigt bröstband. Sången består av en komplex serie med tre ljusa fraser, den sista drillande.

## Utbredning och systematik
Fågeln förekommer i östra Brasilien (inre Minas Gerais och Bahia). Den behandlas som monotypisk, det vill säga att den inte delas in i några underarter.

### Familjetillhörighet
Tidigare fördes de amerikanska sparvarna till familjen fältsparvar (Emberizidae) som omfattar liknande arter i Eurasien och Afrika. Flera genetiska studier visar dock att de utgör en distinkt grupp som sannolikt står närmare skogssångare (Parulidae), trupialer (Icteridae) och flera artfattiga familjer endemiska för Karibien.

## Status
Caatingasparven är en fåtalig art med en uppskattad världspopulation på endast mellan 10 000 och 20 000 vuxna individer. Den tros också minska relativt kraftigt i antal till följd av habitatförlust. Trots att utbredningsområdet är större än man tidigare trott listar IUCN arten som nära hotad (NT).

## Namn
Caatinga (från tupi:caa (döda) +tinga (vit) = vit skog) är en unik ekoregion som finns endast i  Brasilien. Namnet härrör från det landskap som uppstår under den torra årstiden då de flesta av växterna förlorar sina blad och stjälkar och allt blir vitaktigt och torrt. Fågelns vetenskapliga artnamn franciscanus syftar på floden Rio São Francisco i Brasilien.